# Andrei Nechita
Andrei Nechita (ur. 29 maja 1988 w Vaslui) – rumuński kolarz szosowy, siedmiokrotny mistrz Rumunii.

## Najważniejsze osiągnięcia
2009
- 1. miejsce w mistrzostwach Rumunii (do lat 23, jazda ind. na czas)

2010
- 1. miejsce w mistrzostwach Rumunii (do lat 23, jazda ind. na czas)
- 1. miejsce w mistrzostwach Rumunii (start wspólny)
- 3. miejsce w Coppa della Pace

2011
- 1. miejsce w mistrzostwach Rumunii (jazda ind. na czas)
- 1. miejsce w mistrzostwach Rumunii (start wspólny)
- 1. miejsce w Tour of Romania

2012
- 1. miejsce w mistrzostwach Rumunii (jazda ind. na czas)
- 1. miejsce w klasyfikacji punktowej Tour of Szeklerland
  - 1. miejsce na 4b. etapie

2013
- 1. miejsce w mistrzostwach Rumunii (jazda ind. na czas)
- 1. miejsce w mistrzostwach Rumunii (start wspólny)

2014
- 1. miejsce w mistrzostwach Rumunii (jazda ind. na czas)
- 2. miejsce w mistrzostwach Rumunii (start wspólny)

2015
- 3. miejsce w mistrzostwach Rumunii (jazda ind. na czas)
- 3. miejsce w mistrzostwach Rumunii (start wspólny)

2016
- 1. miejsce na prologu Sibiu Cycling Tour